# امبیلامب
امبیلامب (به لاتین: Ambilombe) یک سکونتگاه مسکونی در ماداگاسکار است که در سوفیا (ماداگاسکار) واقع شده‌است.

## خصوصیات
امبیلامب ۶٬۰۰۰ نفر جمعیت دارد و ۴۵۹ متر بالاتر از سطح دریا واقع شده‌است.